# 酷儿文化
酷儿文化是指酷儿人群通过他们相同的性取向实现的对他们文化、知识的传承。
这个概念是有争议性的。认为太多的酷儿并不参加到酷儿文化中以至于这个概念变得没有意义，或认为酷儿文化成为了老套。
认为酷儿文化是不可否认的事实，以及/或它组成了一个拥有共同理解和历史的酷儿群体（Queer nation）的基础。
酷儿文化包括很多元素，例如：

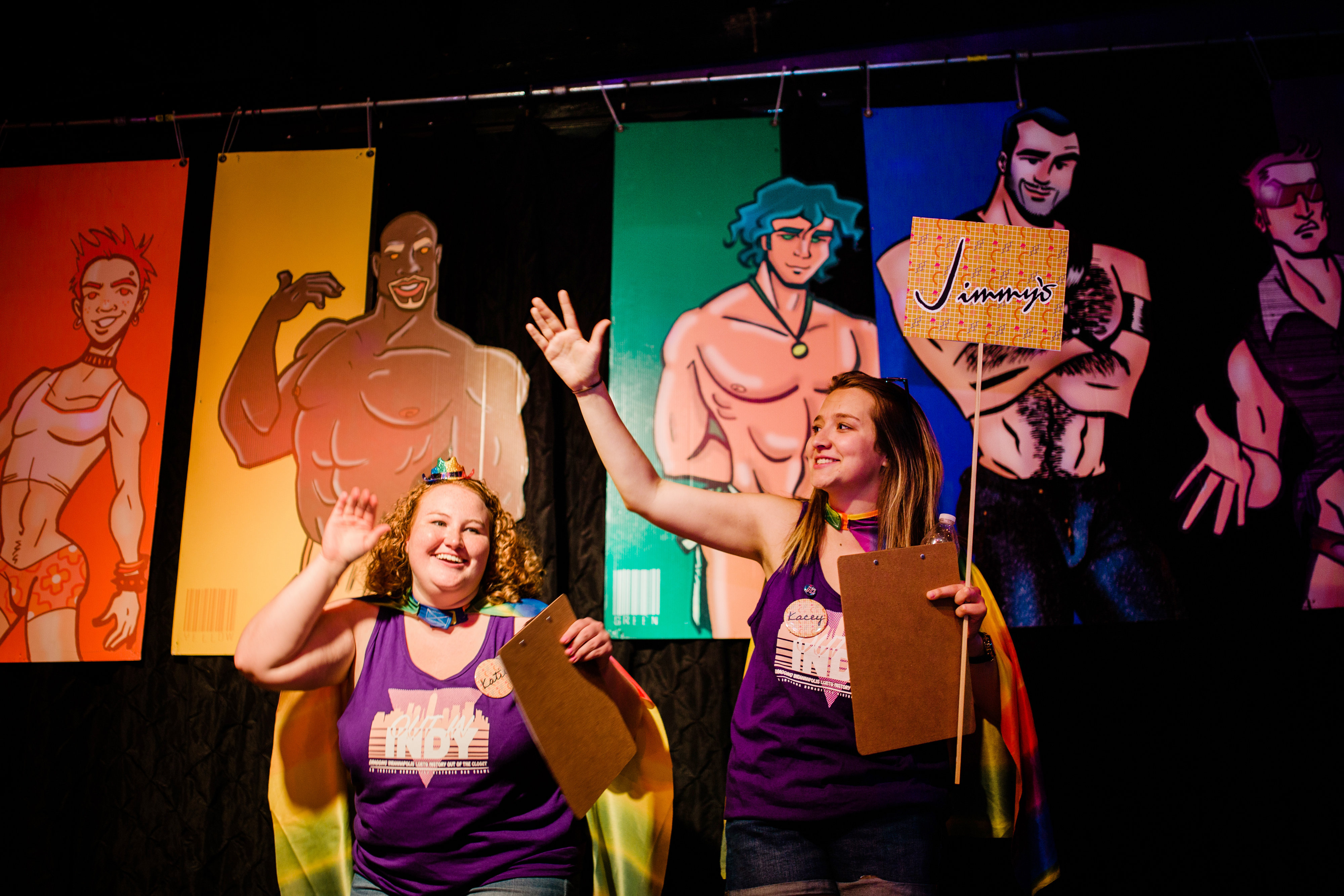

- 酷儿名人的作品（例如米开朗基罗、奥斯卡·王尔德、莎孚（Sappho）、格特鲁德·斯坦（Gertrude Stein）等等）
- 同性恋权利运动历史的理解
- 对同性恋固定形象相关讽刺性的认识
- 流行文化形象中的酷儿或有传统意义上支持酷儿的人（例如迪斯科（disco）、麦当娜（Madonna）、茱蒂·嘉蘭（Judy Garland）、女神卡卡（Lady Gaga）等等）
- 与酷儿生活有关的艺术作品、文学、电影等等
- 在酷儿社区中的身份和特征，例如同性恋镇等等

酷儿社区组织了一系列的活动来庆祝酷儿文化，例如骄傲游行。最重大的一项是同志运动会。